# District de Panchthar
Le district de Panchthar (en népalais : पाँचथर जिल्ला) est l'un des 77 districts du Népal. Il est rattaché à la province de Koshi. La population du district s'élevait à 190 591 habitants en 2011.

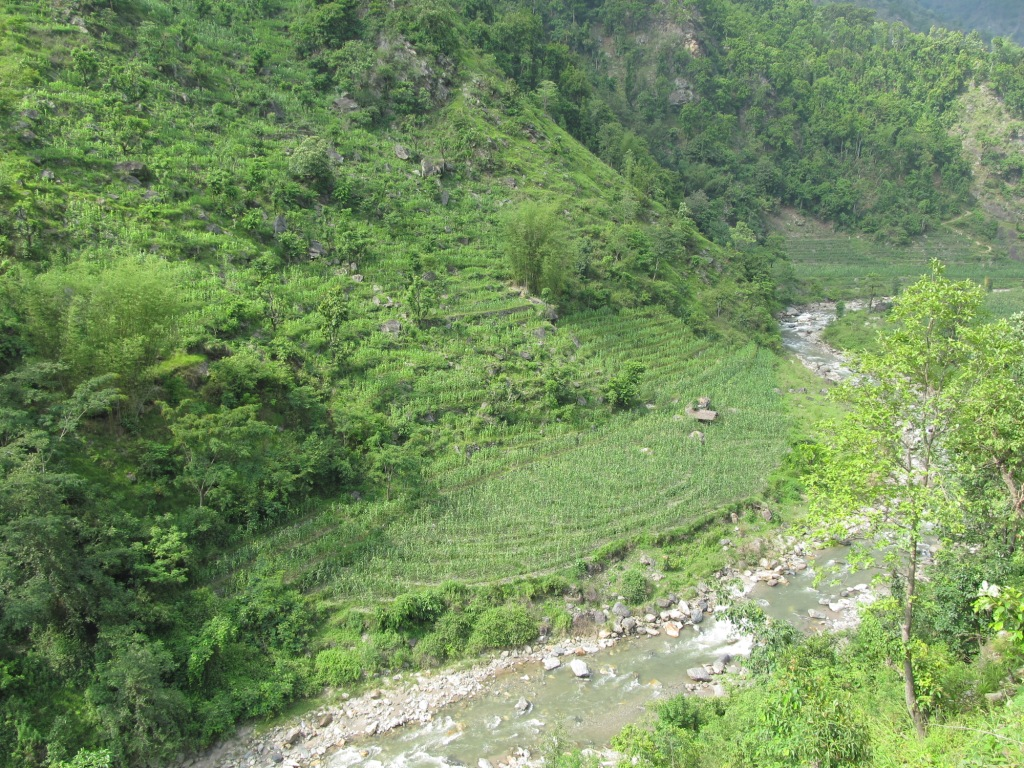
District de Panchthar – Vue

## Histoire
Il faisait partie de la zone de Mechi et de la région de développement Est jusqu'à la réorganisation administrative de 2015 où ces entités ont disparu.

## Subdivisions administratives
Le district de Panchthar est subdivisé en 8 unités de niveau inférieur, dont une  municipalité et 7 gaunpalikas ou municipalités rurales.
| # | Nom       | Nom en népalais | Type         | Population (2011) | Superficie (km2) |
| - | --------- | --------------- | ------------ | ----------------- | ---------------- |
| 1 | Fidim     | फिदिम             | municipalité | 49 201            | 192,5            |
| 2 | Falelung  | फालेलुङ            | gaunpalika   | 21 884            | 207,14           |
| 3 | Falgunand | फाल्गुनन्द          | gaunpalika   | 24 060            | 107,53           |
| 4 | Hillihang | हिलिहाङ            | gaunpalika   | 22 913            | 123,01           |
| 5 | Kummayak  | कुम्मायक           | gaunpalika   | 16 118            | 129,3            |
| 6 | Miklajung | मिक्लाजुङ           | gaunpalika   | 24 715            | 166,61           |
| 7 | Tumbeva   | तुम्बेवा            | gaunpalika   | 13 419            | 117,34           |
| 8 | Yangwarak | याङवरक           | gaunpalika   | 18 281            | 208,63           |

## Assemblée constituante de 2008
Pour l'élection de l'Assemblée constituante, le 10 avril 2008, dans le cadre du scrutin uninominal majoritaire à un tour, le district de Panchthar est divisé en deux circonscriptions électorales. Les députés élus dans le district sont :
| Circons- cription | Député                   | Parti                                                 |
| ----------------- | ------------------------ | ----------------------------------------------------- |
| 1re               | Purna Kumar Serma        | Congrès népalais                                      |
| 2e                | Damber Singh Sambahamphe | Parti communiste du Népal (marxiste-léniniste unifié) |